# Trattato di Westminster (1654)

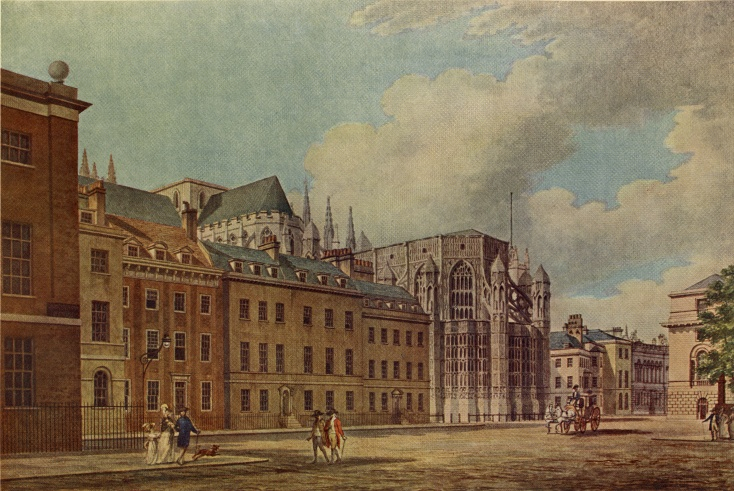
L'antico palazzo di Westminster

Il trattato di Westminster, firmato il 15 aprile 1654, al termine della prima guerra anglo-olandese combattuta tra il 1652 e il 1654.  Col trattato, la Repubblica delle Sette Province Unite riconosceva l'atto di navigazione di Oliver Cromwell, col quale l'Inghilterra esigeva che le merci provenienti dal Commonwealth potevano essere trasportate su bastimenti inglesi, o su bastimenti dei paesi d'origine delle merci. Il trattato conteneva una clausola segreta, detta Atto di Esclusione secondo la quale Guglielmo III d'Orange-Nassau, che allora aveva 4 anni, non poteva accedere alla funzione di Statolder.
L'atto di navigazione del 1651 era stato la causa scatenante del conflitto ed il trattato non aveva risolto le controversie. Per questo motivo la pace non durò a lungo e nel 1665 scoppiò un nuovo conflitto.